# هربرت بارسونز
هربرت بارسونز (بالإنجليزية: Herbert Parsons)‏ (21 مايو 1875 بملبورن في أستراليا - 30 ديسمبر 1937) هو لاعب كريكت أسترالي. لعب مع فريق فكتوريا للكريكت.

## وصلات خارجية
- هربرت بارسونز على موقع إي آس بي آن كريك إنفو (الإنجليزية)